# 超過剩數
超過剩數（superabundant number，有時會簡稱SA）是指一正整數n，對於所有較小的正整數m，下式恆成立：
{\displaystyle {\frac {\sigma (m)}{m}}<{\frac {\sigma (n)}{n}}}
其中σ為除數函數，是所有正因數（包括本身）的和。
頭幾個超過剩數為：
1, 2, 4, 6, 12, 24, 36, 48, 60, 120, ... （OEIS數列A004394）.
超過剩數是萊昂尼達斯·Alaoglu及保羅·艾狄胥在1944年定義的。不過早在1919年時拉馬努金就有30頁的論文《Highly Composite Numbers》有關此一主題，但當時沒有發表，最後在1997年的拉馬努金期刊（Ramanujan Journal） 1中出版（第119至153頁），此論文的第59段定義了廣義的高合成數，其中也包括了超過剩數。

## 性質
Alaoglu及保羅·艾狄胥證明若n為超過剩數，則存在i及a1, a2, ..., ai使得下式成立：
{\displaystyle n=\prod _{l=1}^{i}(p_{l})^{a_{l}}}
其中pl為第l個質數，而且
{\displaystyle a_{1}\geq a_{2}\geq \dotsb \geq a_{i}.}
換句話說，若n為超過剩數，n的因數分解的幂次會由前往後的遞減，因數分解越前面的質因數越小，但其幂次會越大。
事實上，除了n為4或36的特例外，ai（最大質因數的幂次）均為1。
超過剩數和高合成數之間有關，但不是所有的超過剩數都是高合成數。事實上只有 449個整數恰好超過剩數及高合成數。例如7560是高合成數，但不是超過剩數。Alaoglu及保羅·艾狄胥發現所有的超過剩數都是高過剩數，但不是所有的高過剩數都是超過剩數。也不是所有的超過剩數都是哈沙德數（可以被數字和整除的整數），第一個例外是第105個高過剩數149602080797769600，其數字和為81，但這個高過剩數無法被81整除。
超過剩數受人注意的另一原因是和黎曼猜想有關，根據羅賓定理，黎曼猜想等價於以下的式子：
{\displaystyle {\frac {\sigma (n)}{e^{\gamma }n\log \log n}}<1}
針對所有大於已知最大例外值的正整數n，而已知最大例外值為超過剩數5040，若存在另外一些較大的數使得黎曼猜想不成立，則這些反例的最小值一定是另一個超過剩數。

## 外部連結
- MathWorld: Superabundant number （页面存档备份，存于）